# Fabián Guevara
Fabián Rodrigo Guevara (Santiago de Chile, 22 juni 1968) is een voormalig profvoetballer uit Chili, die gedurende zijn carrière speelde als linkervleugelverdediger of verdedigende middenvelder.

## Clubcarrière
Guevara speelde clubvoetbal in onder meer Chili en Mexico. Hij beëindigde zijn loopbaan in 1998 bij Deportes Concepción.

## Interlandcarrière
Guevara speelde twintig officiële interlands voor Chili in de periode 1991-1995, en scoorde één keer voor de nationale ploeg. Hij maakte zijn debuut in de vriendschappelijke uitwedstrijd tegen Ierland (1-1) op 22 mei 1991 in Dublin. Guevara nam met Chili deel aan twee opeenvolgende edities van de Copa América: 1993 en 1995.
| Interlanddoelpunt | Interlanddoelpunt | Interlanddoelpunt | Interlanddoelpunt | Interlanddoelpunt | Interlanddoelpunt | Interlanddoelpunt | Interlanddoelpunt |
| #                 | Datum             | Locatie           | Wedstrijd         | Goal(s)           | Score             | Uitslag           | Wedstrijd         |
| ----------------- | ----------------- | ----------------- | ----------------- | ----------------- | ----------------- | ----------------- | ----------------- |
| 1                 | 20/05/1993        | Santiago          | Chili – Colombia  | 48'               | 1 – 0             | 1 – 1             | Oefeninterland    |

## Erelijst
Universidad de Chile
- Primera División

1994
 Colo-Colo
- Primera División

1996, 1997
- Copa Chile

1996